# Skate America de 1999
O Skate America de 1999 foi a décima oitava edição do Skate America, um evento anual de patinação artística no gelo organizado pela United States Figure Skating Association, e que fez parte do Grand Prix de 1999–00. A competição foi disputada entre os dias 27 de outubro e 31 de outubro, na cidade de Colorado Springs, Colorado, Estados Unidos.

## Eventos
- Individual masculino
- Individual feminino
- Duplas
- Dança no gelo

## Medalhistas
| Evento                        | Ouro                                             | Prata                                      | Bronze                                          |
| Individual masculino detalhes | Alexei Yagudin · Rússia                          | Timothy Goebel · Estados Unidos            | Elvis Stojko · Canadá                           |
| Individual feminino detalhes  | Michelle Kwan · Estados Unidos                   | Julia Soldatova · Rússia                   | Elena Sokolova · Rússia                         |
| Duplas detalhes               | Jamie Salé · David Pelletier · Canadá            | Sarah Abitbol · Stéphane Bernadis · França | Elena Berezhnaya · Anton Sikharulidze · Rússia  |
| Dança no gelo detalhes        | Barbara Fusar-Poli · Maurizio Margaglio · Itália | Irina Lobacheva · Ilia Averbukh · Rússia   | Naomi Lang · Peter Tchernyshev · Estados Unidos |

## Resultados

### Individual masculino
| Pos.              | Nome              | Nacionalidade  | Pontos | PC | PL |
| ----------------- | ----------------- | -------------- | ------ | -- | -- |
| Medalha de ouro   | Alexei Yagudin    | Rússia         | 1.5    | 1  | 1  |
| Medalha de prata  | Timothy Goebel    | Estados Unidos | 3.5    | 3  | 2  |
| Medalha de bronze | Elvis Stojko      | Canadá         | 5.0    | 4  | 3  |
| 4                 | Michael Weiss     | Estados Unidos | 5.0    | 2  | 4  |
| 5                 | Matthew Savoie    | Estados Unidos | 7.5    | 5  | 5  |
| 6                 | Alexander Abt     | Rússia         | 9.5    | 7  | 6  |
| 7                 | Anthony Liu       | Austrália      | 10.0   | 6  | 7  |
| 8                 | Stanick Jeannette | França         | 12.5   | 9  | 8  |
| 9                 | Michael Hopfes    | Alemanha       | 15.5   | 12 | 9  |
| 10                | Thierry Cerez     | França         | 15.5   | 11 | 10 |
| 11                | Yosuke Takeuchi   | Japão          | 16.0   | 10 | 11 |
| 12                | Szabolcs Vidrai   | Hungria        | 16.0   | 8  | 12 |

### Individual feminino
| Pos.              | Nome               | Nacionalidade  | Pontos | PC | PL |
| ----------------- | ------------------ | -------------- | ------ | -- | -- |
| Medalha de ouro   | Michelle Kwan      | Estados Unidos | 1.5    | 1  | 1  |
| Medalha de prata  | Julia Soldatova    | Rússia         | 4.0    | 4  | 2  |
| Medalha de bronze | Elena Sokolova     | Rússia         | 4.5    | 3  | 3  |
| 4                 | Sarah Hughes       | Estados Unidos | 5.0    | 2  | 4  |
| 5                 | Júlia Sebestyén    | Hungria        | 9.0    | 8  | 5  |
| 6                 | Alisa Drei         | Finlândia      | 9.0    | 6  | 6  |
| 7                 | Angela Nikodinov   | Estados Unidos | 9.5    | 5  | 7  |
| 8                 | Yuka Kanazawa      | Japão          | 12.5   | 9  | 8  |
| 9                 | Julia Lautowa      | Áustria        | 13.5   | 7  | 10 |
| 10                | Nadine Gosselin    | Canadá         | 14.0   | 10 | 9  |
| 11                | Dorothee Derroitte | Bélgica        | 16.5   | 11 | 11 |

### Duplas
| Pos.              | Nome                                  | Nacionalidade  | Pontos | PC | PL |
| ----------------- | ------------------------------------- | -------------- | ------ | -- | -- |
| Medalha de ouro   | Jamie Salé / David Pelletier          | Canadá         | 1.5    | 1  | 1  |
| Medalha de prata  | Sarah Abitbol / Stéphane Bernadis     | França         | 3.5    | 3  | 2  |
| Medalha de bronze | Elena Berezhnaya / Anton Sikharulidze | Rússia         | 5.0    | 4  | 3  |
| 4                 | Peggy Schwarz / Mirko Müller          | Alemanha       | 5.0    | 2  | 4  |
| 5                 | Kyoko Ina / John Zimmerman            | Estados Unidos | 7.5    | 5  | 5  |
| 6                 | Tiffany Scott / Philip Dulebohn       | Estados Unidos | 9.5    | 7  | 6  |
| 7                 | Tatiana Totmianina / Maxim Marinin    | Rússia         | 11.0   | 8  | 7  |
| 8                 | Danielle Hartsell / Steve Hartsell    | Estados Unidos | 11.0   | 6  | 8  |

### Dança no gelo
| Pos.              | Nome                                    | Nacionalidade  | Pontos | DC | DO | DL< |
| ----------------- | --------------------------------------- | -------------- | ------ | -- | -- | --- |
| Medalha de ouro   | Barbara Fusar-Poli / Maurizio Margaglio | Itália         | 3.0    | 2  | 2  | 1   |
| Medalha de prata  | Irina Lobacheva / Ilia Averbukh         | Rússia         | 3.0    | 1  | 1  | 2   |
| Medalha de bronze | Naomi Lang / Peter Tchernyshev          | Estados Unidos | 6.4    | 4  | 3  | 3   |
| 4                 | Kati Winkler / René Lohse               | Alemanha       | 7.6    | 3  | 4  | 4   |
| 5                 | Jamie Silverstein / Justin Pekarek      | Estados Unidos | 10.0   | 5  | 5  | 5   |
| 6                 | Josée Piché / Pascal Denis              | Canadá         | 12.0   | 6  | 6  | 6   |
| 7                 | Kornelia Barany / Andre Rosnik          | Hungria        | 14.0   | 7  | 7  | 7   |
| 8                 | Nozomi Watanabe / Akiyuki Kido          | Japão          | 16.0   | 8  | 8  | 8   |

## Quadro de medalhas
| Ordem | País           | Medalha de ouro | Medalha de prata | Medalha de bronze |    | Ordem por total |
| ----- | -------------- | --------------- | ---------------- | ----------------- | -- | --------------- |
| 1     | Rússia         | 1               | 2                | 2                 | 5  | 1               |
| 2     | Estados Unidos | 1               | 1                | 1                 | 3  | 2               |
| 3     | Canadá         | 1               |                  | 1                 | 2  | 3               |
| 4     | Itália         | 1               |                  |                   | 1  | 4               |
| 5     | França         |                 | 1                |                   | 1  | 4               |
| TOTAL | TOTAL          | 4               | 4                | 4                 | 12 | —               |